# Пахолюк, Роман Васильевич
Рома́н Васи́льевич Пахолю́к (укр. Роман Васильович Пахолюк; род. 3 октября 1979, Корнин, Житомирская область) — украинский футболист, нападающий и полузащитник.

## Биография
Роман Пахолюк родился в селе Корнин, Попельнянского района, Житомирской области. Воспитанник РУФК (Киев). С 1997 года стал выступать киевском «ЦСКА», но большую часть матчей провел во второй команде. В новосозданном киевском «Арсенале» ему закрепиться не удалось и он верннулся в киевское «ЦСКА». В 2003 году один сезон провел в казахстанском клубе «Ордабасы». Затем вернулся на родину в одесский «Черноморец», но закрепится там он не смог. Далее Пахолюк выступал в ФК «Николаев». Проведя там один сезон он перешёл в винницкую «Нива» где в сезоне 2004-2005 Первой лиги с 17-ю мячами стал лучшим бомбардиром. Затем он провел первый круг сезона 2005-2006 в «Закарпатье», но играл там только за дубль. Следующим клубом Пахолюка стал черкасский «Днепр». Во втором круге чемпионата он за 12 матчей забил 11 голов и вышел со своей командой в Первую лигу. Затем ещё 2 сезона провел в команде, а в 2008 году перешёл в казахстанский клуб «Кайсар». В 2009 году перешёл в астанинский «Локомотив», который тогда тренировал Сергей Юран, а его партнерами по команде были такие футболисты как Андрей Тихонов, Егор Титов и Максим Шацких.

## Достижения

### Командные
- Финалист Кубка Украины: 2001
- Победитель Второй лиги 2006
- Обладатель кубка Казахстана: 2010

### Индивидуальные
- Лучший бомбардир Первой лиги : 2005

## Факты
- В Высшей лиге Украины провёл 22 матча, забил 2 гола.
- В Кубке Украины провел 18 матчей, забил 4 гола.